# Agua Sótano
Agua Sótano är en ort i Mexiko.   Den ligger i kommunen San José Tenango och delstaten Oaxaca, i den sydöstra delen av landet, 290 km sydost om huvudstaden Mexico City. Agua Sótano ligger 1 032 meter över havet och antalet invånare är 180.
Terrängen runt Agua Sótano är kuperad åt nordost, men åt sydväst är den bergig. Agua Sótano ligger nere i en dal. Runt Agua Sótano är det ganska tätbefolkat, med 104 invånare per kvadratkilometer. Närmaste större samhälle är Huautla de Jiménez, 11,5 km väster om Agua Sótano. I omgivningarna runt Agua Sótano växer i huvudsak städsegrön lövskog.